# 23989 Farpoint
23989 Farpoint (1999 RF) là một tiểu hành tinh vành đai chính được phát hiện ngày 3 tháng 9 năm 1999 bởi G. Hug và G. Bell ở Farpoint Observatory.